# Stadio 5 luglio 1962
Lo stadio 5 luglio 1962 (in arabo ملعب 5 جويلية 1962‎?), noto anche come stadio El Djezair, è un impianto sportivo polivalente situato ad Algeri. Prende il nome dal giorno in cui fu dichiarata l'indipendenza dell'Algeria dalla Francia.
Ospita le partite casalinghe del Mouloudia Club d'Alger e spesso i match della nazionale algerina. La sua costruzione fu ultimata nel 1976; è omologato per un massimo di 66 000 persone, anche se la struttura ha in qualche circostanza ospitato oltre 100 000 spettatori. La forma ricorda vagamente quella dello stadio San Paolo di Napoli, un grande anello al livello superiore ed uno più piccolo inferiore. 
In questo impianto la nazionale algerina ha vinto per la prima volta la Coppa d'Africa, nel 1990, battendo in finale la Nigeria per 1-0.
L'impianto, che attorno al campo da gioco presenta una pista di atletica leggera, ha ospitato nel 2000 la 12ª edizione dei campionati africani di atletica leggera.